# Leptolaimoides tubulosus
Leptolaimoides tubulosus is een rondwormensoort uit de familie van de Leptolaimidae. De wetenschappelijke naam van de soort is voor het eerst geldig gepubliceerd in 1971 door Vitiello.